# مورين برادي
مورين برادي (بالإنجليزية: Maureen Brady)‏ (1943)؛ كاتِبة وروائية أمريكية.